# بوکسهایم (شوابن)
بوکسهایم (به آلمانی: Buxheim) یک شهر در آلمان است که در اونترالگوی واقع شده‌است.